# Рись євразійська
Рись звича́йна, або рись євразі́йська (Lynx lynx L.) — ссавець із роду рись (Lynx), що належить до ряду хижих (Carnivora) родини котових (Felidae).
Довжина тіла самців у дорослому стані сягає від 76 до 110 см, а самок на 3–6 см коротша. Хвіст — 10–31 см, висота у плечах 60–65 см. Вага дорослих звірів найчастіше дорівнює 16–20 кілограмам, інколи до 32 кг. Рись має карі очі, китиці на вухах, короткий хвіст, великі гострі пазурі, та сильні задні лапи. Всі лапи зимою вкриті густим хутром. Жодний інший представник родини котячих не пристосований до снігу так добре, як рись. В Україні рись зустрічається досить рідко: в Карпатах та на Поліссі, у тому числі, в зоні відчуження Чорнобильської АЕС. Раритетний вид ссавців, занесений до Червоної книги України та інших природоохоронних документів.

## Поширення

### Історія
У доісторичні часи рись була поширена майже в усій лісовій зоні північної півкулі й всюди її історія драматична. Століттями люди її жорстоко переслідували. Колись за знищення рисі виплачувались премії. Окрім того, на неї любили полювати королі та князі, — м'ясо рисі вважалось делікатесом. Надто пізно люди зрозуміли, що рись заслуговує уваги та турботи та її вже цілком винищили на території більшої частини Європи.

### Сьогодення

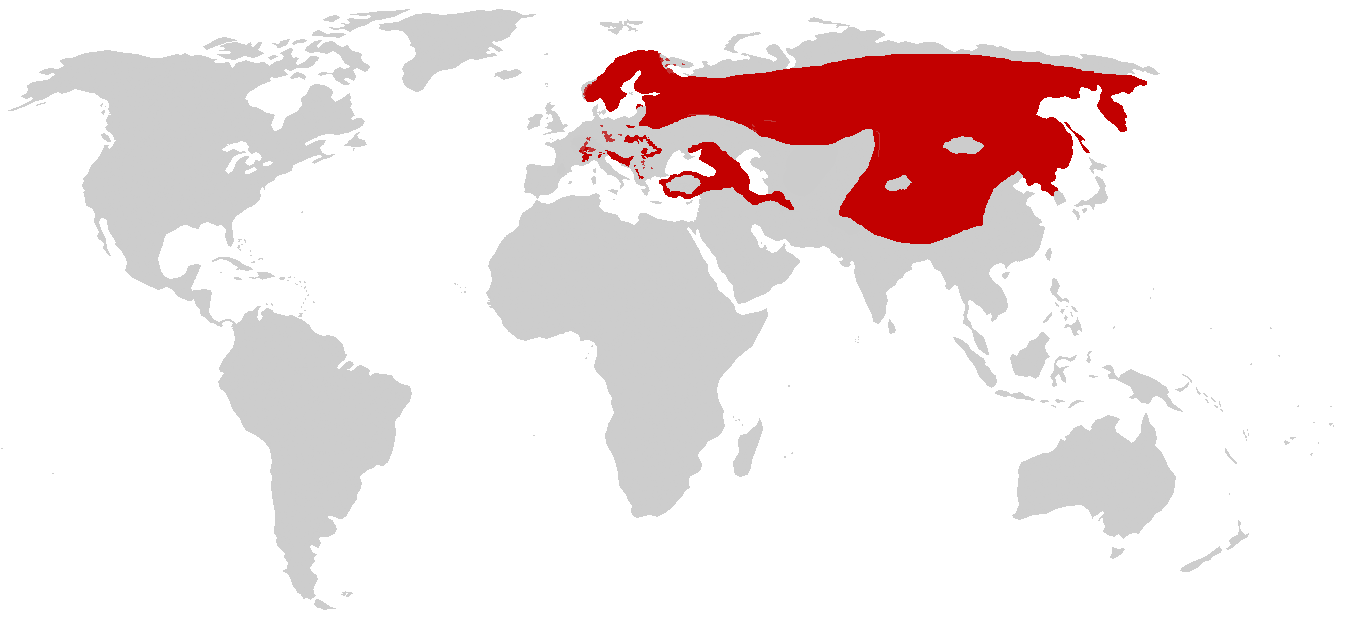
Ареал рисі євразійської

Рисі тепер проживають у гірських лісах Карпат, на Балканах, на Скандинавському півострові, в Польських Татрах, де-не-де в Іспанії, а також у Сибіру (Росія), де вона і тепер усе ще є досить звичайним звіром. Вона всеохопно заселяє ліси від Балтії до Тихого океану і майже від Полярного кола до Кавказу, Алтаю, Саян й Сіхоте-Аліня. Тепер майже всюди, де рисі вдалось вижити, вона охороняється законом, в Україні рисей занесено до «Червоної Книги». Її навіть відловлюють і переселяють у місця, з яких вона зникла. Правда, в останні роки над риссю нависла нова загроза: ціна на її хутро піднялась непомірно високо. За добру шкуру платять більше, ніж за купу знаменитих соболів.
Рись в Україні зустрічається досить рідко — в Карпатах та на Поліссі.

## Зовнішній вигляд

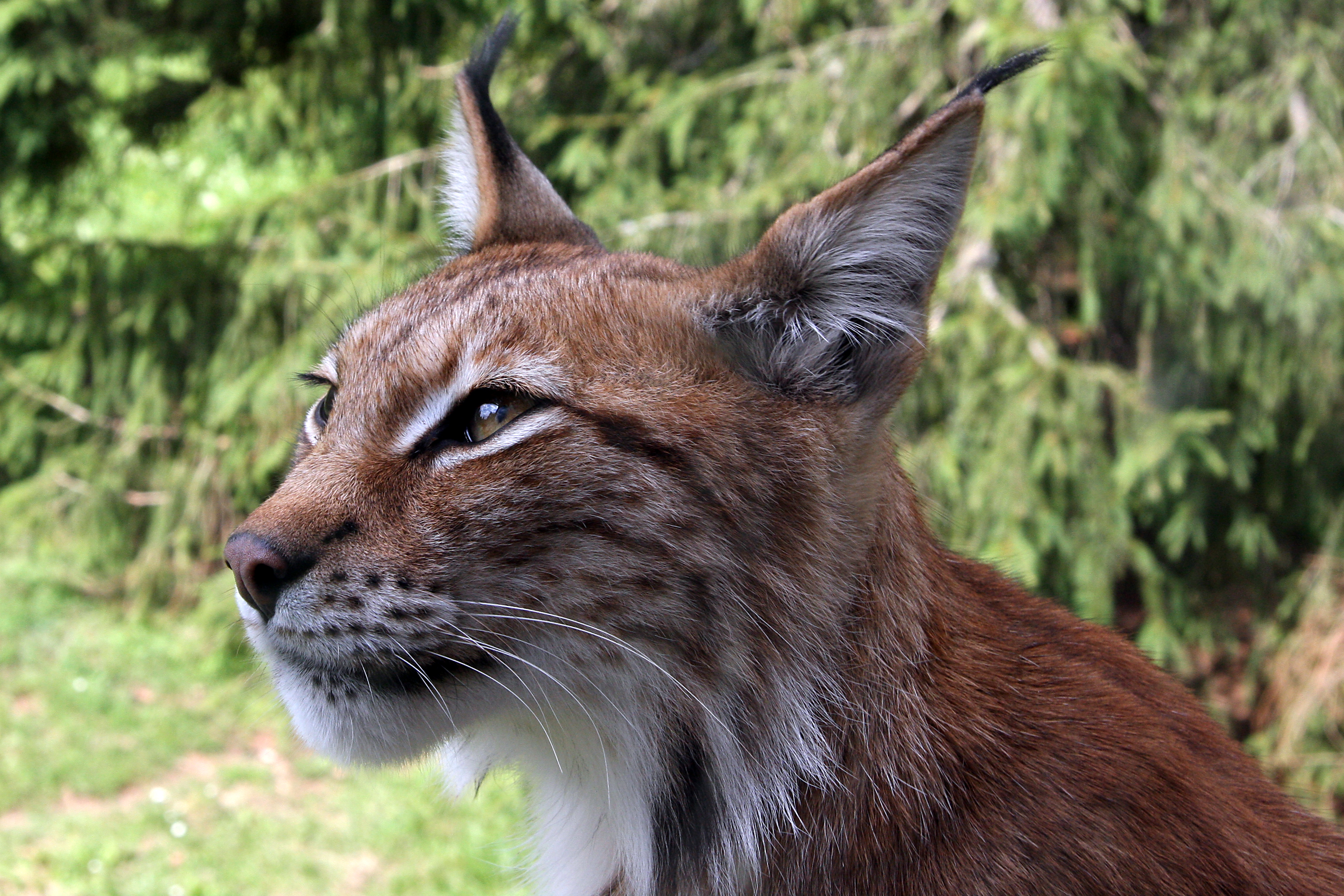
Голова рисі

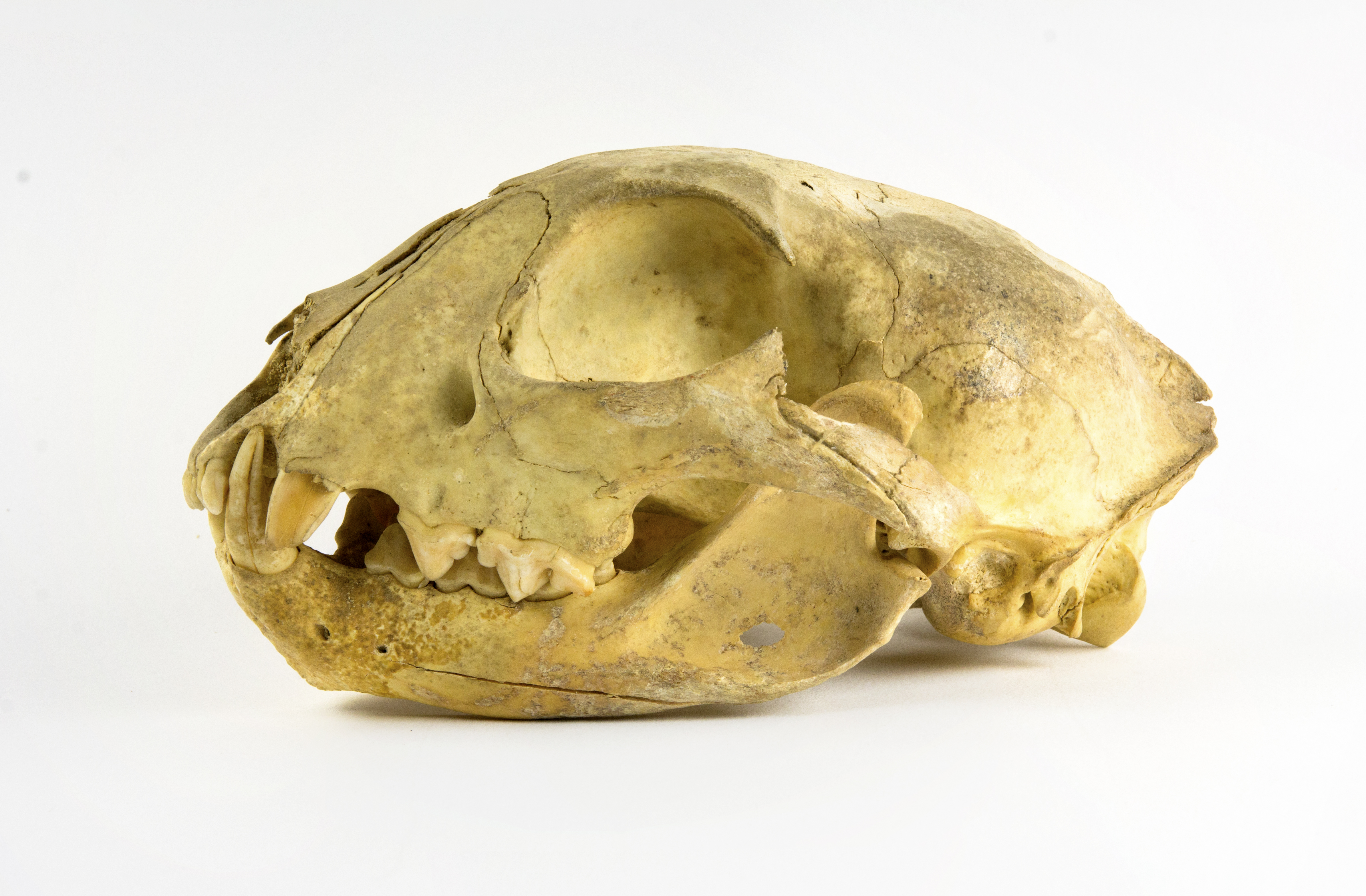
Череп рисі в Тулузькому музеї

Євразійська рись є найбільшою зі всіх рисей, довжина тіла від 76 до 110 см і 70 см у загривку, а самок на декілька (3–6) см коротша. Хвіст — 10–31 см, висота у плечах 60–65 см. Самці здебільшого важать від 18–26 кг (інколи до 32 кг), самки важать в середньому 18 кг. Тулуб, як у всіх рисей, короткий, щільний. Рись має карі очі, китиці на вухах, короткий хвіст, гострі пазурі та сильні задні лапи. Всі лапи взимку вкриті великим хутром. Жодний інший представник родини котячих не пристосований до снігу так добре, як рись.
Існує безліч варіантів забарвлення рисі (залежить від географічного району) — від рудувато-бурого до палево-димчастого, з більш-менш вираженою плямистістю на спині, боках і лапах. На череві волосся особливо довге і м'яке, але не густе і майже завжди чисто біле з рідкісним крапом. Південні форми зазвичай рудіші, шерсть у них коротша, а лапи дрібніші.
Слід рисі типово котячий, без відбитків кігтів. Задню лапу при кроці вона ставить в слід передньої. Якщо йдуть декілька рисей, то задні ступають точно в слід передніх.
Міняє хутро рись двічі — весною та восени.

## Спосіб життя
Рись віддає перевагу глухим темнохвойним лісам, тайзі, хоча зустрічається в різноманітних насадженнях, включаючи гірські ліси; іноді заходить в лісостеп і лісотундру. Вона відмінно лазить по деревах і скелях, добре плаває.
При великій кількості їжі рись живе осіло, при нестачі — кочує. У добу вона здатна проходити до 30 кілометрів. При всій обережності рись не дуже боїться людей. Вона живе в створених ними вторинних лісах, в молодняках, на старих лісосіках і гарі, а у важкі роки заходить в села і навіть у великі міста.

### Полювання

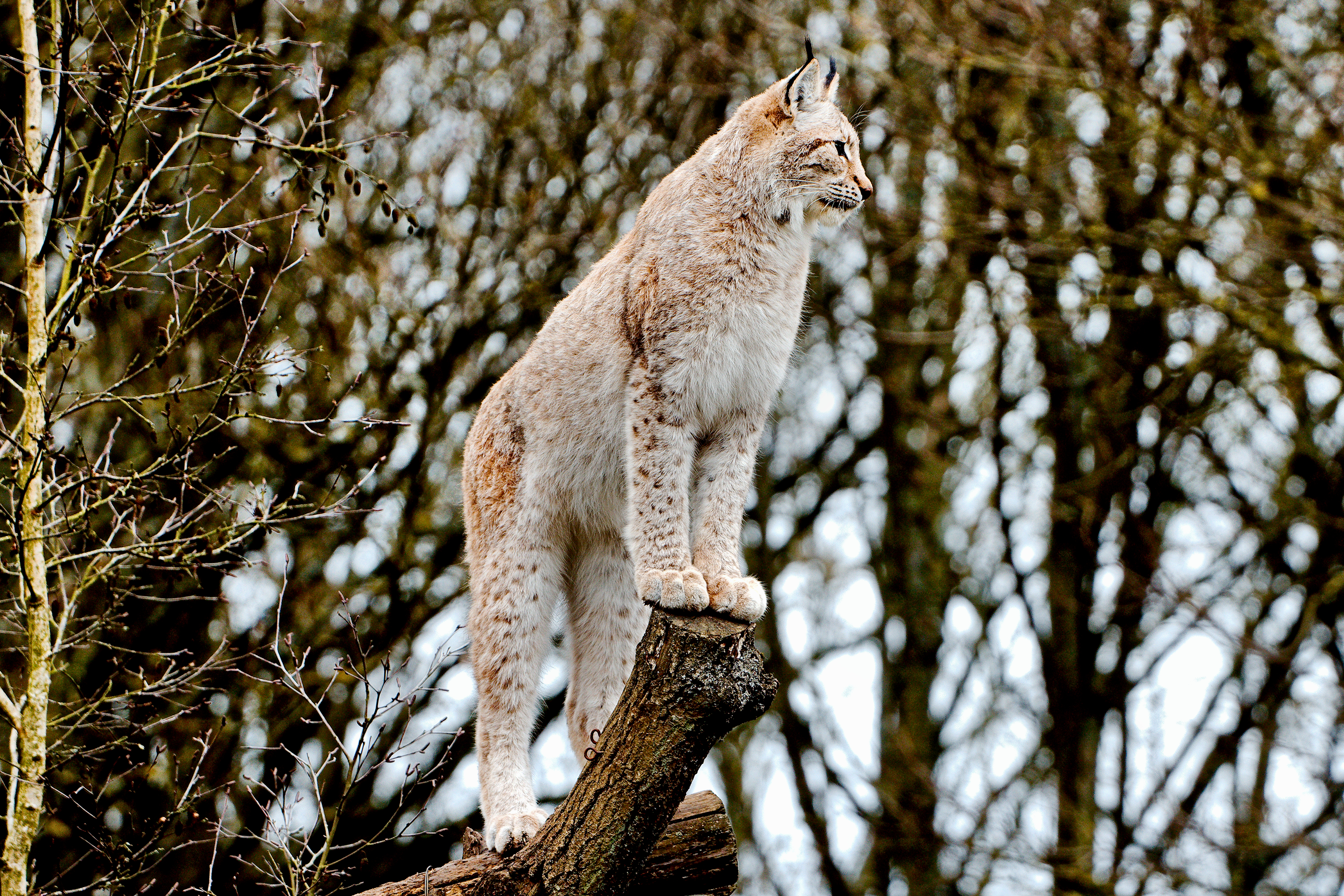
Рись обсервує місцевість

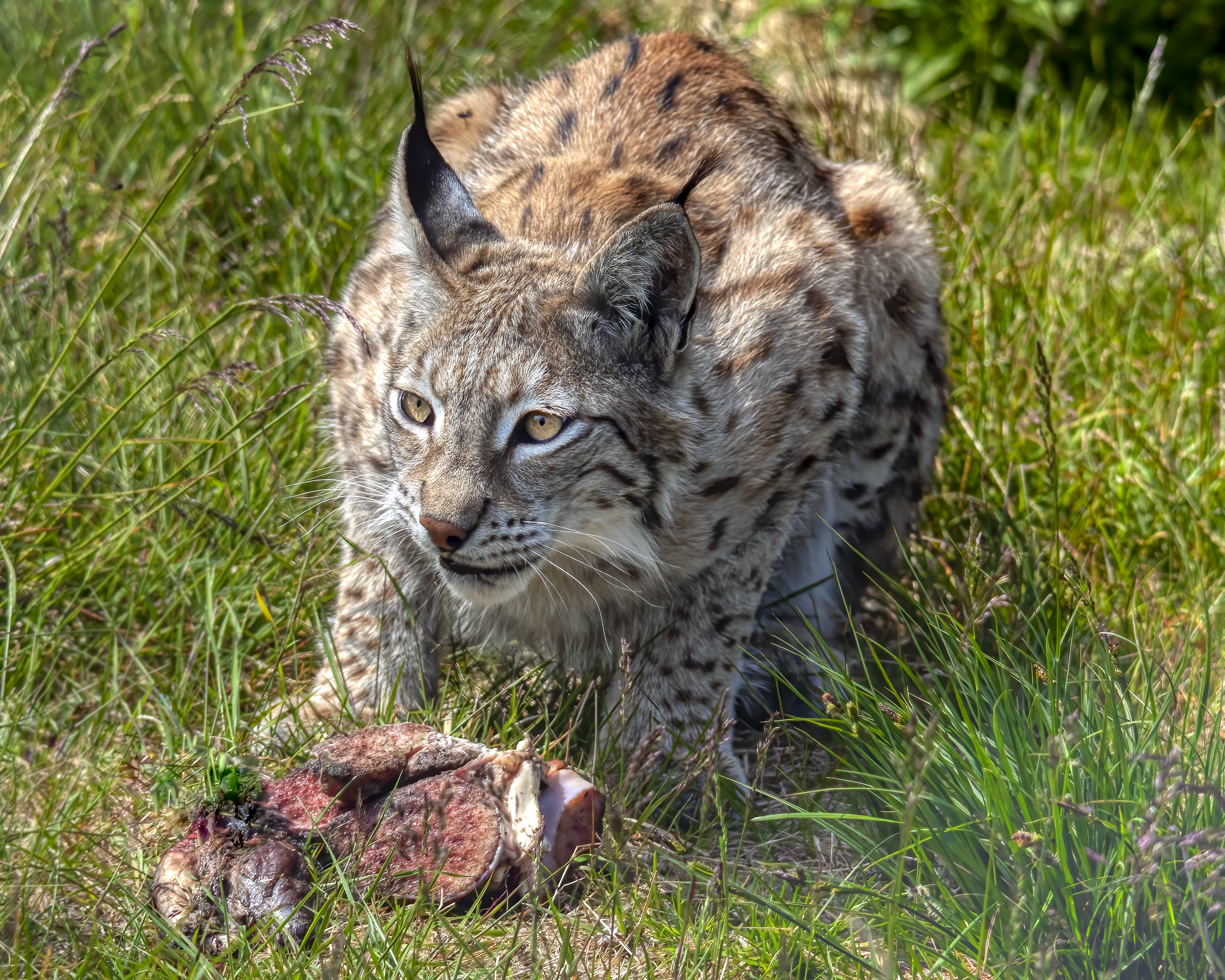
Рись захищає свою їжу

Полює з засідки, жертву доганяє двома-трьома стрибками. Великих тварин як правило впольовує взимку, коли в тих копита провалюються в сніг, а великі лапи рисі дозволяють їй добре триматися на снігу. Окрім того, може полювати з дерева.
Рись — чудовий мисливець. Вдень вона, як правило, відлежується у своєму лігві, а з заходом сонця стає активною. Легко лазить по деревах та скелях, вона вибирає зручне місце, з якого все добре видно, і терпляче чекає появи жертви. Витримка рисі заслуговує поваги. Годинами, інколи добами вона може без жодного руху лежати в засідці. Її дуже важко помітити, а вона зверху бачить все. Маючи надзвичайно гострий слух та зір, рись чує жертву здалеку. Боротьба навіть з великим звіром триває не довго — зуби та кігті в рисі великі й дуже гострі. Рись, як і більшість хижаків, при нагоді вбиває більше тварин, ніж може з'їсти.
Оскільки здобич не завжди приходить до місця засідки, тож доводиться рисі вдаватися і до активніших методів полювання. Йде лісом вона нечутно, зливаючись з фоном місцевості, часто прислухаючись та принюхуючись, маскуючи свій слід. Побачивши здобич, нечутно підкрадається до неї. У випадку, коли перша атака виявилась невдалою, рись переслідує жертву великими стрибками. Найчастіше все вирішують перші 10–15 стрибків.
З осені, коли молоді рисі достатньо сильні, вони полюють зграями, колективно прочісують ліс, влаштовують маленькі облави. За ніч рись проходить 6–8, а інколи 10–15 км. Свої мисливські угіддя вона проходить за 5–10 днів.
Рись їсть небагато, самець середніх розмірів взимку з'їдає 2,5–3 кг м'яса за добу, але коли голодний може й 5–6 кг, навіть якщо м'ясо промерзло.
Рись переважно веде осілий спосіб життя, але в часи сильних морозів з глибоким снігом, коли холодно і нема що їсти, рись вирушає в далекі подорожі, і часом забрідає в степ і тундру. В добу проходить до 30 км.

### Розмноження

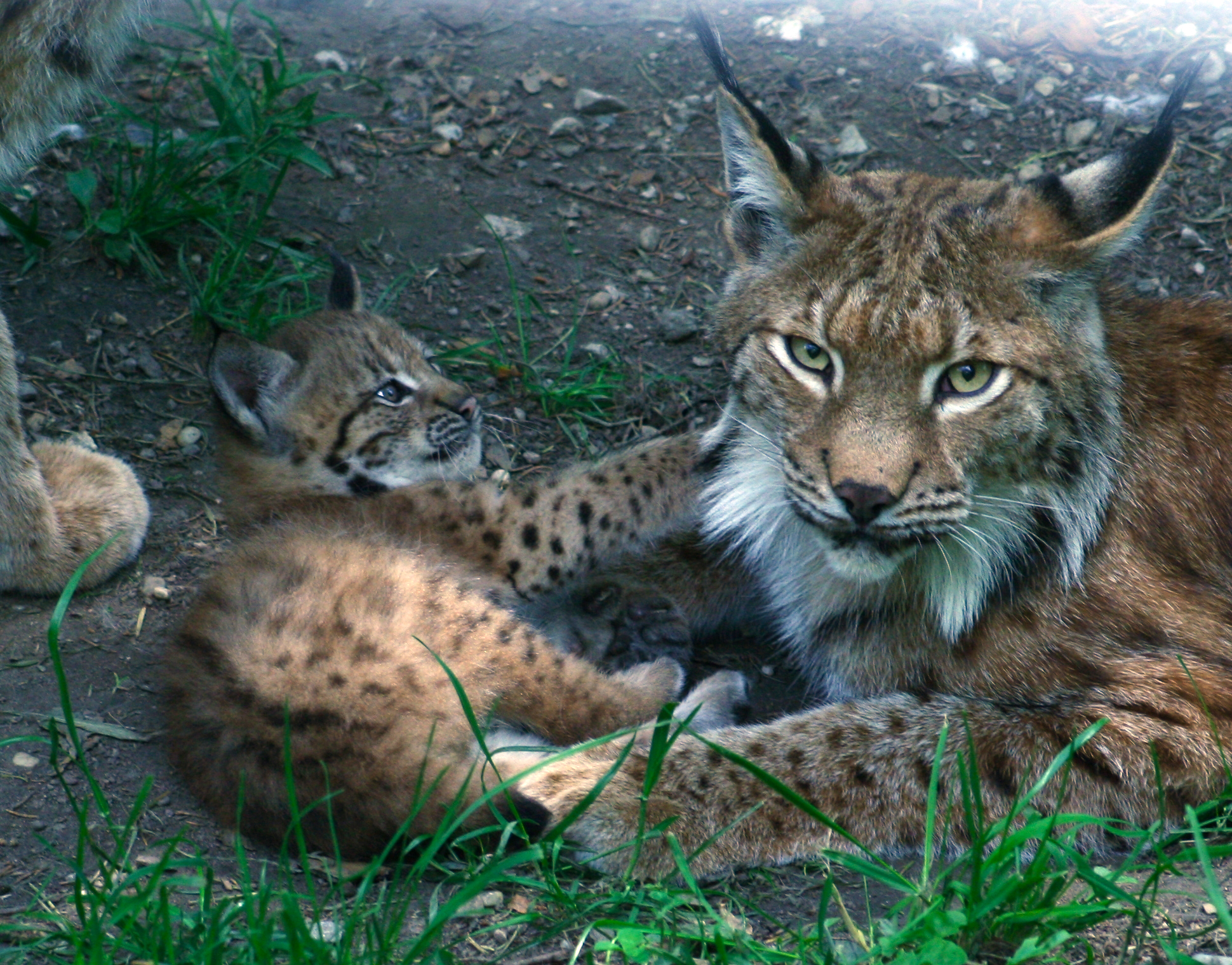
Доросла рись грається з немовлям

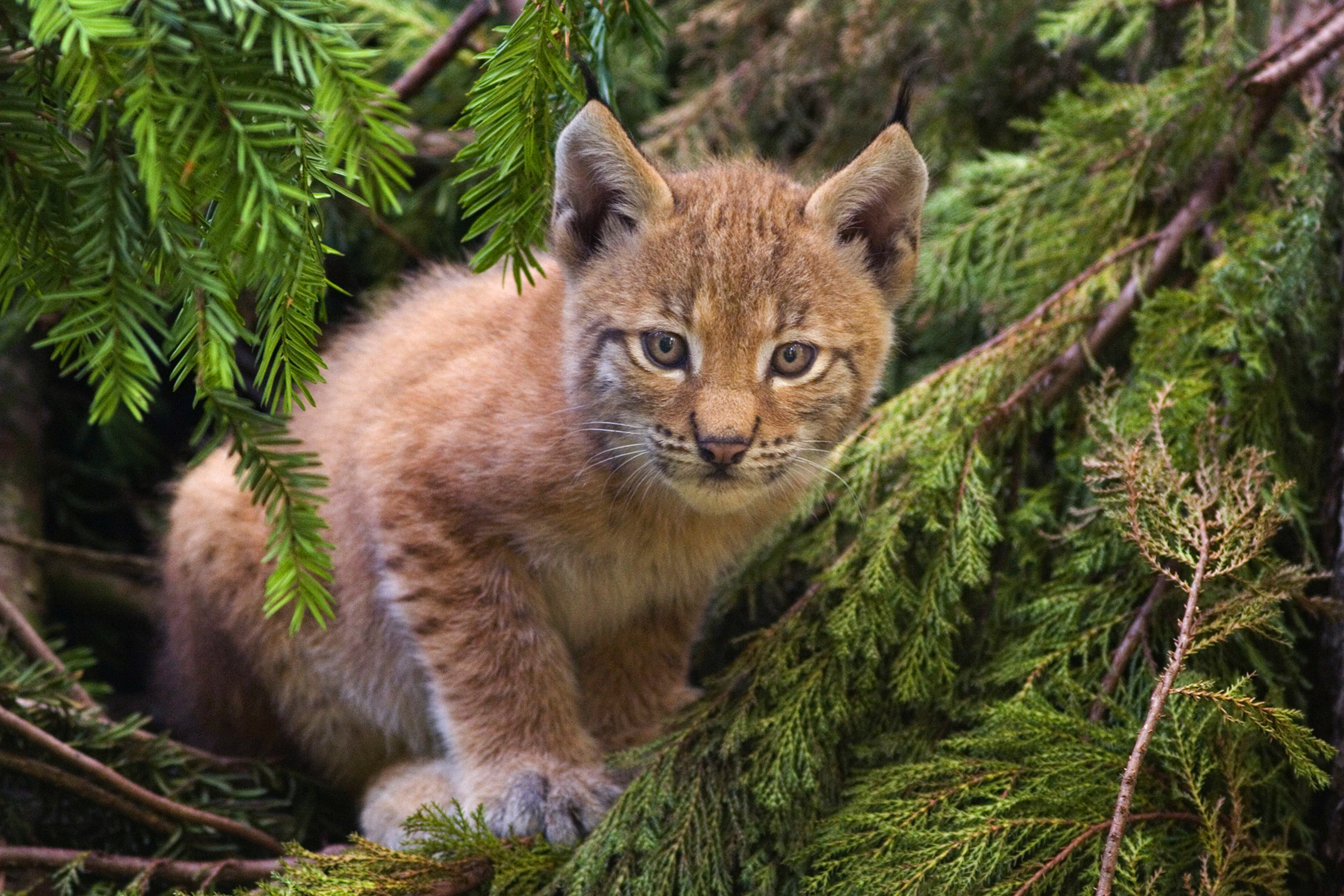
Рисеня

Шлюбний період у рисі починається в кінці лютого і триває майже місяць. Взагалі рись любить самотність, не схильна до спілкування з собі подібними, але в шлюбний період ця поведінка змінюється. За самицею звичайно ходить декілька самців, які постійно б'ються між собою. Мовчазні від природи, вони в цей період голосно мурчать, нявкають, а в збудженому стані голосно кричать. Самці басовито нявкають, а самиці глухо мурчать. В нічній тиші ці звуки лякають людей.
Вагітність триває 63–70 днів. В травні в рисі з'являються 2–3 дітлахів (дуже рідко 1 або 4). Вони дуже кволі, сліпі й глухі, і важать 250—300 грамів. Для потомства мати влаштовує лігво в глухій частині лісу, де-небудь під вивернутим коренем, в дуплі, печері, ретельно вимощує його пір'ям та травою. В ньому сухо та тепло. Перші два місяці свого життя маленькі рисі швидко ростуть і розвиваються на материнському молоці. Очі в малят відкриваються через 16–17 днів. Коли їм виповнюється місяць, вони починають приймати тверду їжу, але материнським молоком живляться ще 4 місяці. Потім починають виходити з мамою з гнізда, знайомляться зі складним життям лісу. Мисливський інстинкт прокидається в ранньому віці. Через 40 днів після народження, молода рись вже пробує підкрастися до «здобичі» і нападати на неї. Дорослі приносять їм живих мишей, зайців; терпляче вчать, як їх добувати, оберігають звірят від всіх можливих негараздів.
Статевої зрілості самці досягають на 21-му місяці життя, самиці — на 33-му. Тривалість життя приблизно 15–20 років.
Рисі — сімейні тварини, що виховують своїх нащадків удвох. Самець помагає матері годувати та виховувати потомство. Рисенята ростуть швидко, вже в жовтні їх важко відрізнити від батьків, вони починають полювати зграями. Всю зиму рисенята тримаються ще біля матері й розходяться хто куди навесні. В річному віці рись остаточно переходить до самостійного життя.

## Стан популяції

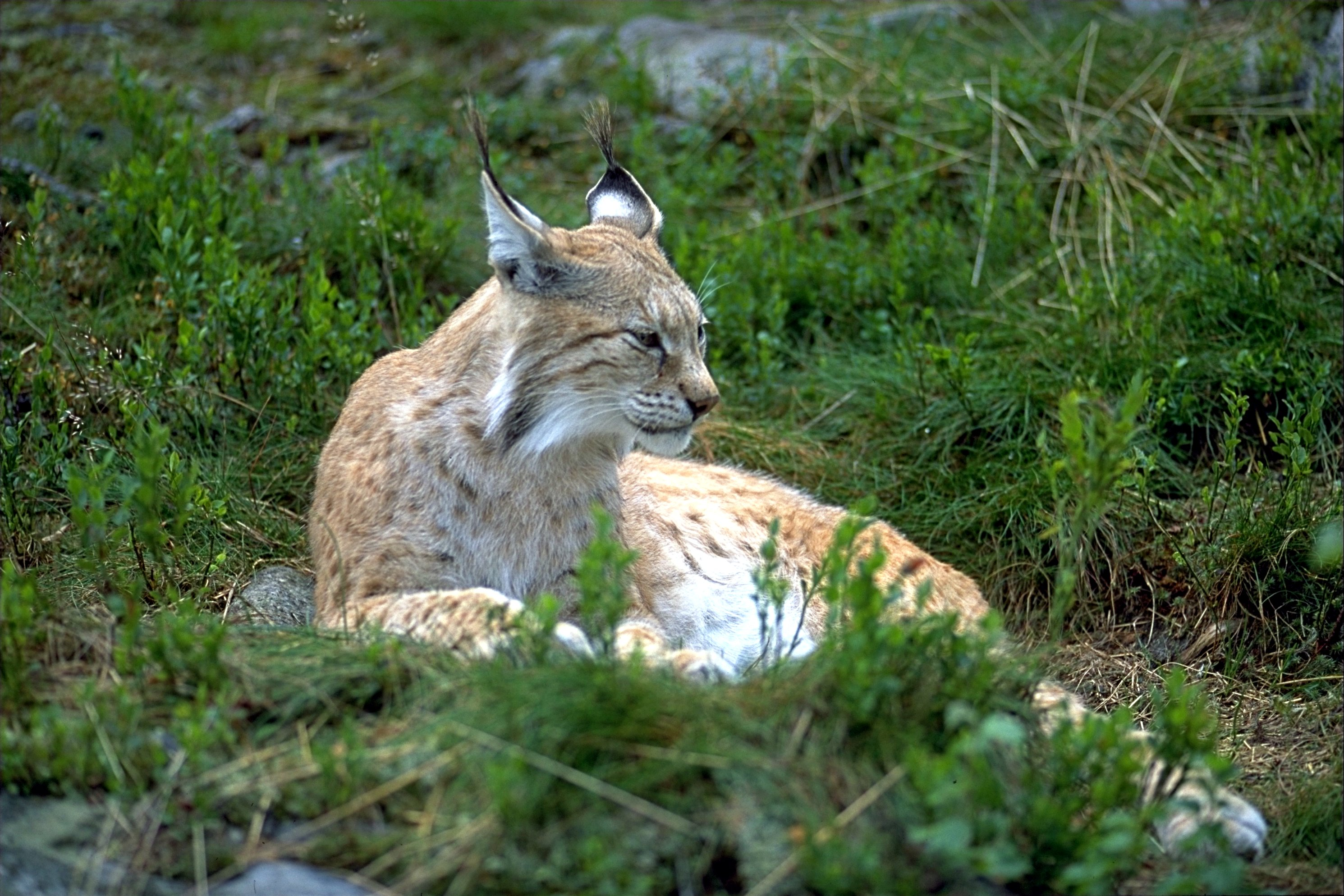
Рись

Статус популяції євразійської рисі в різних країнах:
- Балканський півострів: Декілька десятків рисей в Сербії, Македонії, Албанії та Греції;
- Німеччина: Винищені до 1850 р. У 1990-х рр. повторно заселені в Баварський ліс і Гарц;
- Карпати: 2200 рисей від Чехії до Румунії — найбільша популяція окрім російської;
- Польща: Близько 1000 рисей в Біловезькій пущі і Татрах;
- Росія: 90 % популяції євразійської рисі мешкає в Сибіру. Хоча рисі зустрічаються від західних меж РФ до Сахаліну;
- Скандинавія: Близько 2500 рисей в Норвегії, Швеції і Фінляндії;
- Франція: Винищені близько 1900 р. Заселені у Вогези і Піренеї;
- Швейцарія: Винищені до 1915 р., повторно заселені в 1971 р. Звідси мігрували до Австрії і Словенії;
- Центральна Азія: Китай, Монголія, Казахстан, Узбекистан, Туркменістан, Киргизстан і Таджикистан;
- Закавказзя: Азербайджан, Вірменія, Грузія.

В Україні чисельність оцінюється в 350—400 ос. в Карпатах та до 80—90 ос. на території Полісся. 

## Охорона
На більшій частині ареалу стан природних популяцій виду залишається більш-менш стабільним. Саме тому він, згідно Червоного списку МСОП, отримав охоронну категорію «відносно благополучний вид». Але в окремих регіонах спостерігається тенденція до зниження чисельності популяції виду. Тому рись євразійська занесена до Вашингтонської конвенції (Додаток ІІ. Види, що можуть опинитися під загрозою зникнення), Резолюції 6 Бернської конвенції, для яких Україна створює Смарагдову мережу, а також до Додатку ІІІ цієї ж конвенції (охоронна категорія: види фауни, що підлягають охороні), а також до Директиви Європейського Союзу 92/43/ЄС «Про збереження природних оселищ та видів природної фауни і флори» (Додаток II. Види рослин і тварин, що становлять особливий інтерес для Європейського Союзу, збереження яких потребує створення територій особливої охорони. Додаток IV. Види рослин і тварин, що становлять особливий інтерес для Європейського Союзу, які потребують суворих заходів охорони).
Вид занесений до Червоної книги України на підставі тенденції до скорочення і фрагментації ареалу, а також низької чисельності (охоронна категорія: «рідкісний вид»). Основними загрозами для виду є деградація місць існування, фрагментація ареалу й оселищ, збіднення кормової бази та браконьєрський відстріл. Мешкає на ряді природно-заповідних територій Євразії.

## Практичне значення

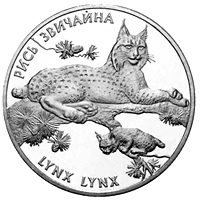
Монета номіналом 2 гривні із зображенням рисі звичайної

Промислове значення рисі невелике (використовується хутро). Як і багато хижаків, вона грає важливу селекційну роль в лісових біоценозах. Лише у мисливських господарствах, де розводять козуль, плямистих оленів, фазанів, її присутність небажана.
На домашніх тварин рись нападає рідко. На людину здатна кинутись лише поранена рись або у випадку, коли її переслідують. Її ставлення до людини доволі дивне — в лісі вона завжди уникає людей, хоч і не боїться, але може заходити в населені пункти. Чому так робить дуже обережна тварина — невідомо.
У скандинавської традиції рись була священною твариною богині Фреї. Вважалося, що рисі упряжені в її колісницю. Давні греки вірили, що гострий погляд рисі здатний простромлювати наскрізь непрозорі предмети. Свою наукову назву ця тварина отримало від грецького «lynx» — «сіяти».
В Україні євразійська рись зображена на монеті номіналом 2 гривні, а також на реверсі срібної пам'ятної монети, номіналом 10 гривень.

## Сліди

Сліди рисі 1. — відбиток правої передньої лапи, 2. — відбиток лівої задньої лапи, 3 та 5 під час кроку, 4 та 6 під час галопу

Слід рисі подібний до сліду кішки, але відрізняється від нього головним чином величиною, оскільки втричі більший за слід дикої кішки.
Слід задньої лапи (мал.) складається з великого відбитку голої ступні з півколом довгих довгастих овальних відбитків чотирьох подушечок пальців. Кігті в сліді не відбиваються, оскільки вони втяжні. Із ступні відбивається лише передня частина. Довжина і ширина відбитку задньої лапи від 4,5 см до 8,0 см.
Слід передньої лапи має таку ж форму, як і задня, але буває трохи більшим. У ньому також відбиваються чотири пальці. Розмір сліду в довжину і ширину буває однаковим, інколи можна спостерігати незначне загальне звуження. Розмір сліду передньої лапи коливається від 5,5 см до 8,0 см.
Довжина кроку найчастіше 25,0 см — 40,0 см, але може досягати і 80,0 см.
Ширина доріжки слідів становить 7,0–12,0 см.
Доріжка сліду відповідає вигляду алюру. Сліди при повільному кроці відбиваються широкою стрічкою, при швидкій рисі — ламаною лінією.
На кроку рись залишає сліди, розташовані в подвійній лінії лівих та правих здвоєних відбитків, оскільки вона ставить задні лапи в сліди передніх. Доріжка слідів нагадує послідовну широку стрічку. Здвоєні відбитки більш-менш правильні; буває, що сліди задніх лап трохи переходять через сліди передніх, що відбувається зазвичай при прискоренні алюру.
На галопі задні лапи рись ставить попереду передніх, при цьому всі чотири лапи відбиваються окремо, і подвійних відбитків не утворюється.
Пересувається рись і довгими стрибками, що досягають 135 см. Послідовність слідів, залишених риссю в доріжці сліду при пересуванні стрибками, відповідає розташуванню їх при пересуванні на галопі.
Один стрибок рись може зробити на відстань 7 м.
Послід рисі схожий з послідом дикої кішки, але він майже в 2 рази більший; циліндрової форми, що до кінця злегка звужується, закругленим переднім кінцем, заднє закінчення буває з тупим розкуйовдженим відростком. Він містить шерсть, пір'я і численні залишки кісток різної довжини.
Рись так само, як і кішки, особливо дика кішка, старанно закопує свій послід. Для такого укриття літом вона використовує розриту землю, листя, мох тощо, а взимку — сніг.

## Цікаві факти
Рись широко використовується в геральдиці, символізуючи повноту і гостроту зору. Її зображення можна побачити на гербах або прапорах таких міст, як Реж, Псков та Гомель. За деякими версіями саме рись, а не лев зображена на гербі Фінляндії. Рись на гербі має Усть-Кубінський район Вологодської області, що в Росії.
Через гостроту зору на честь рисі було названо сузір'я Яном Гевелієм в 1690 році. Гевелій так коментував вибір назви: «У цій частині неба зустрічаються тільки дрібні зірки і потрібно мати рисячі очі, щоб їх розрізнити і розпізнати».

## Галерея підвидів

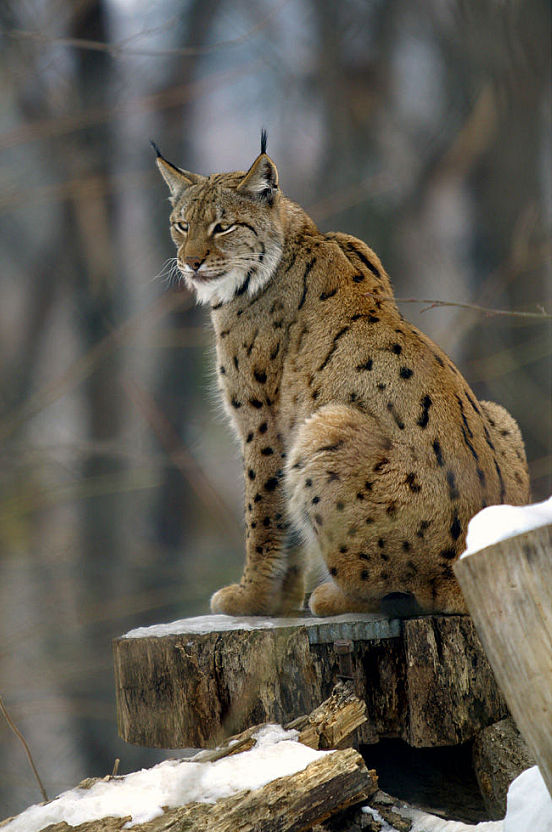
Lynx lynx lynx (Northern lynx)
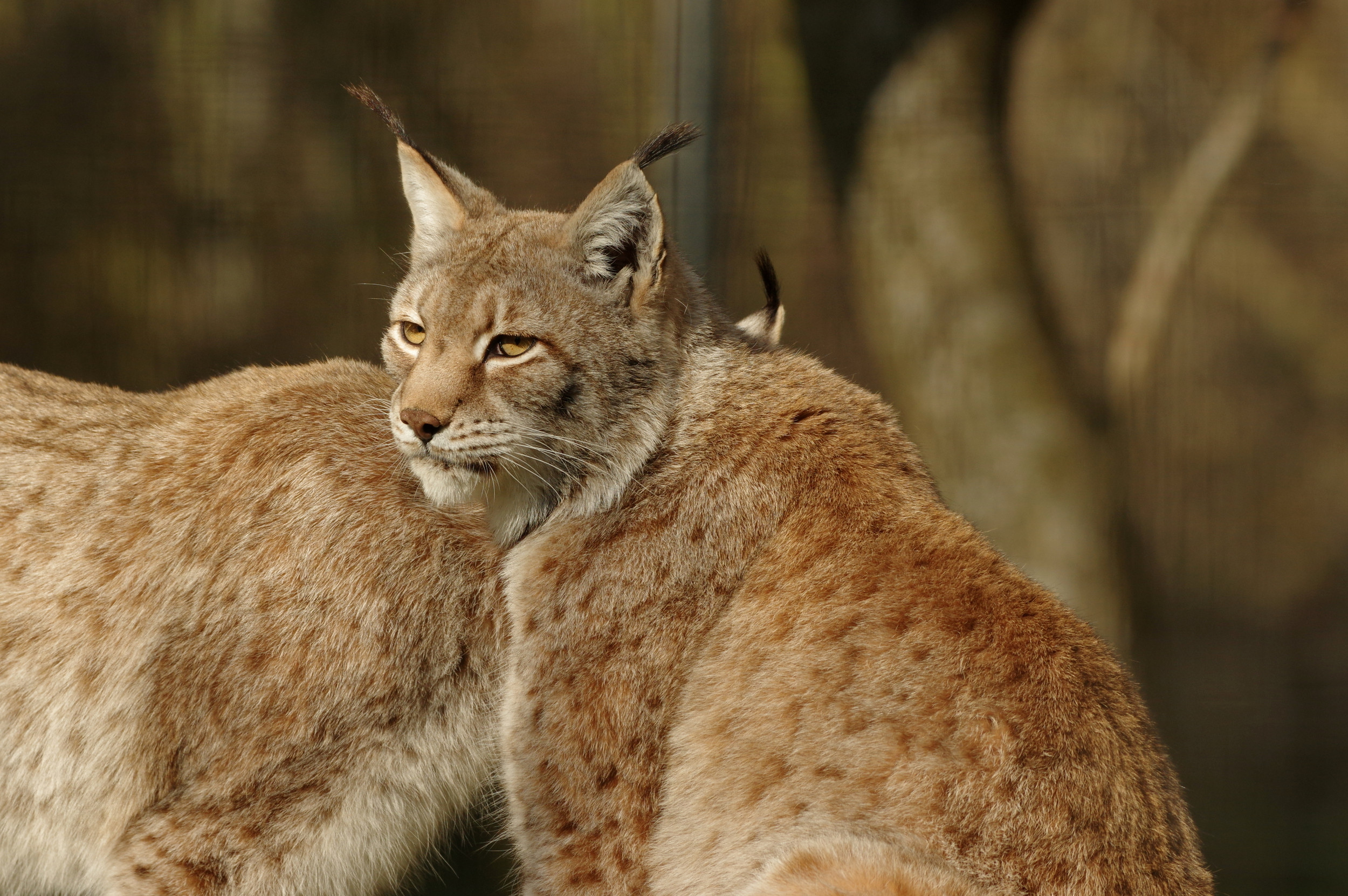
Lynx lynx isabellinus (Turkestan lynx)
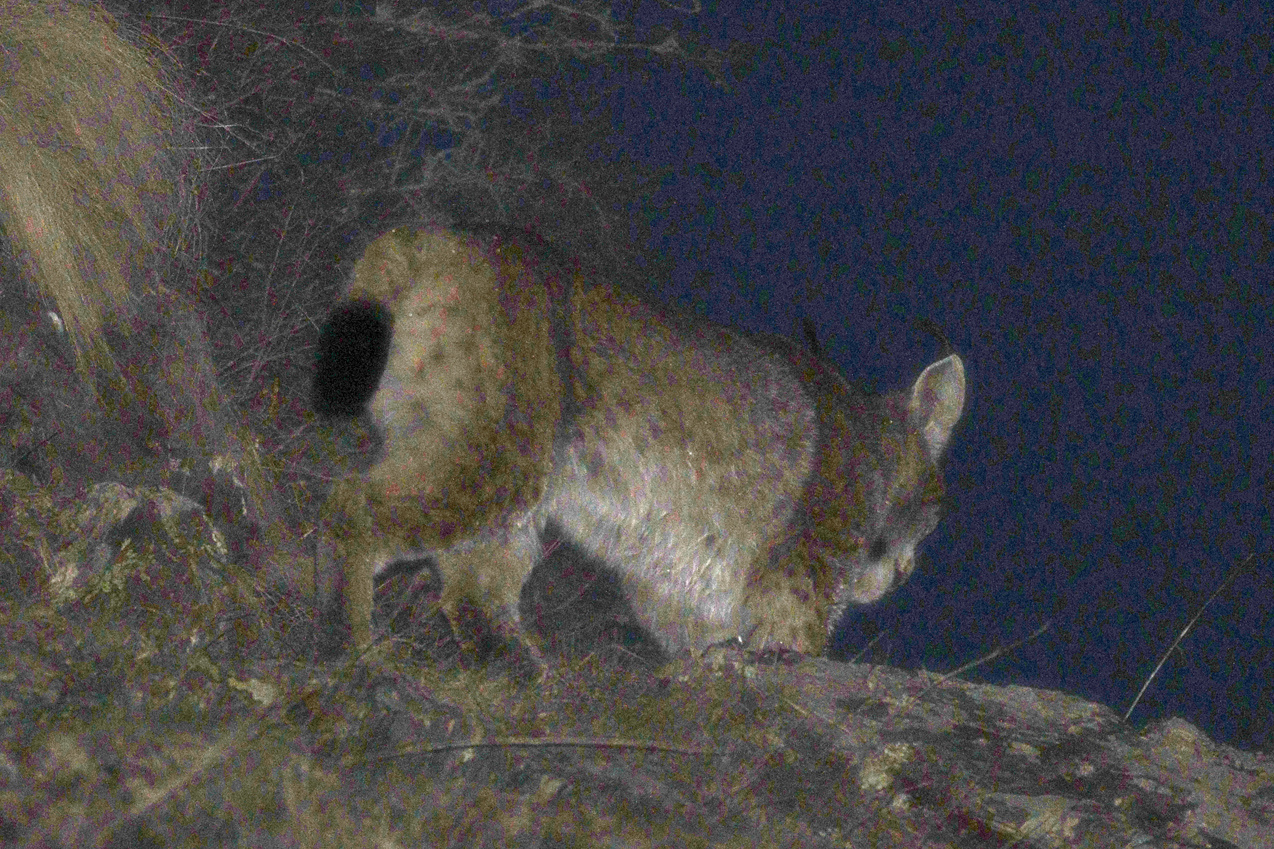
Lynx lynx dinniki (Caucasian lynx)
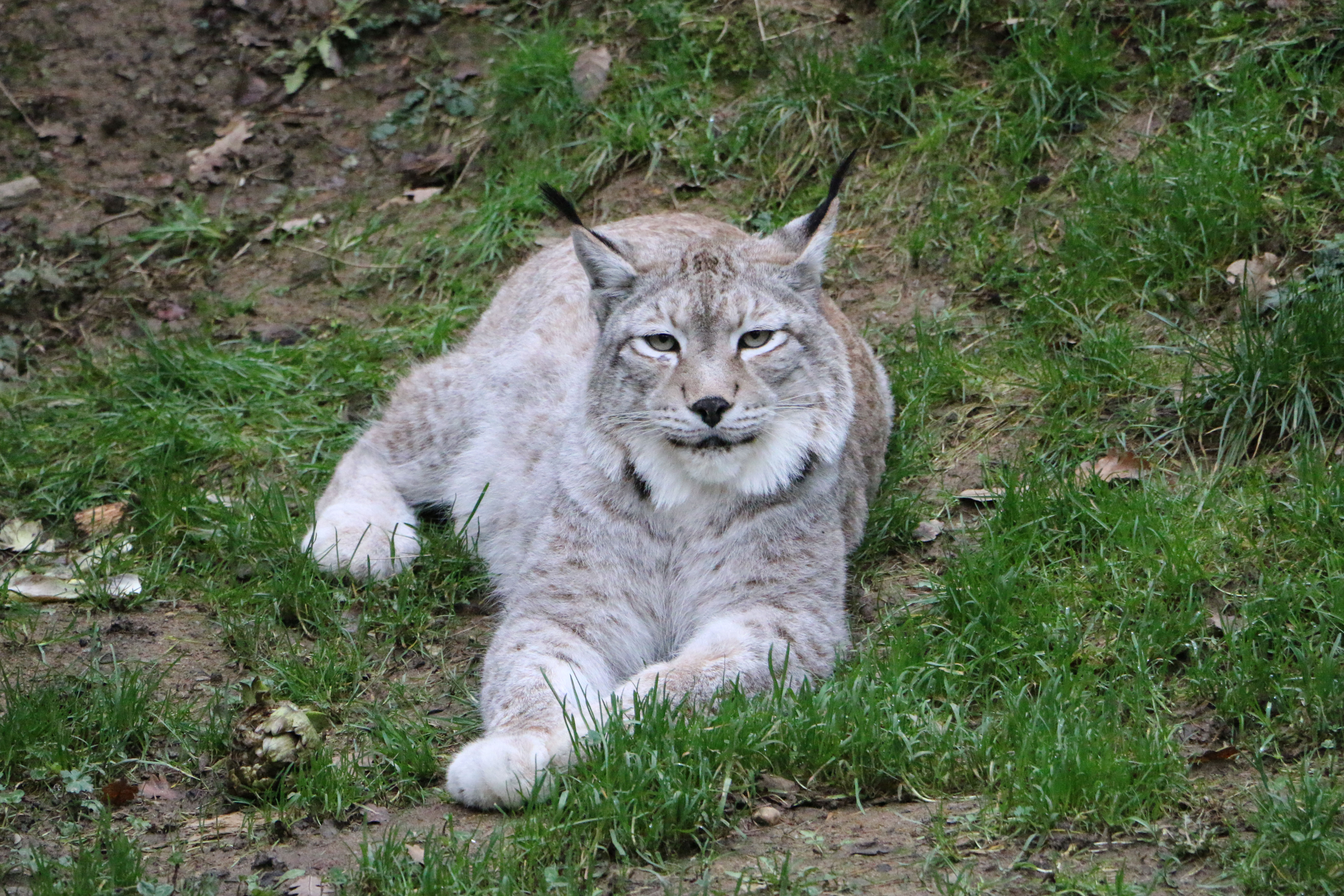
Lynx lynx wrangeli (Siberian lynx)
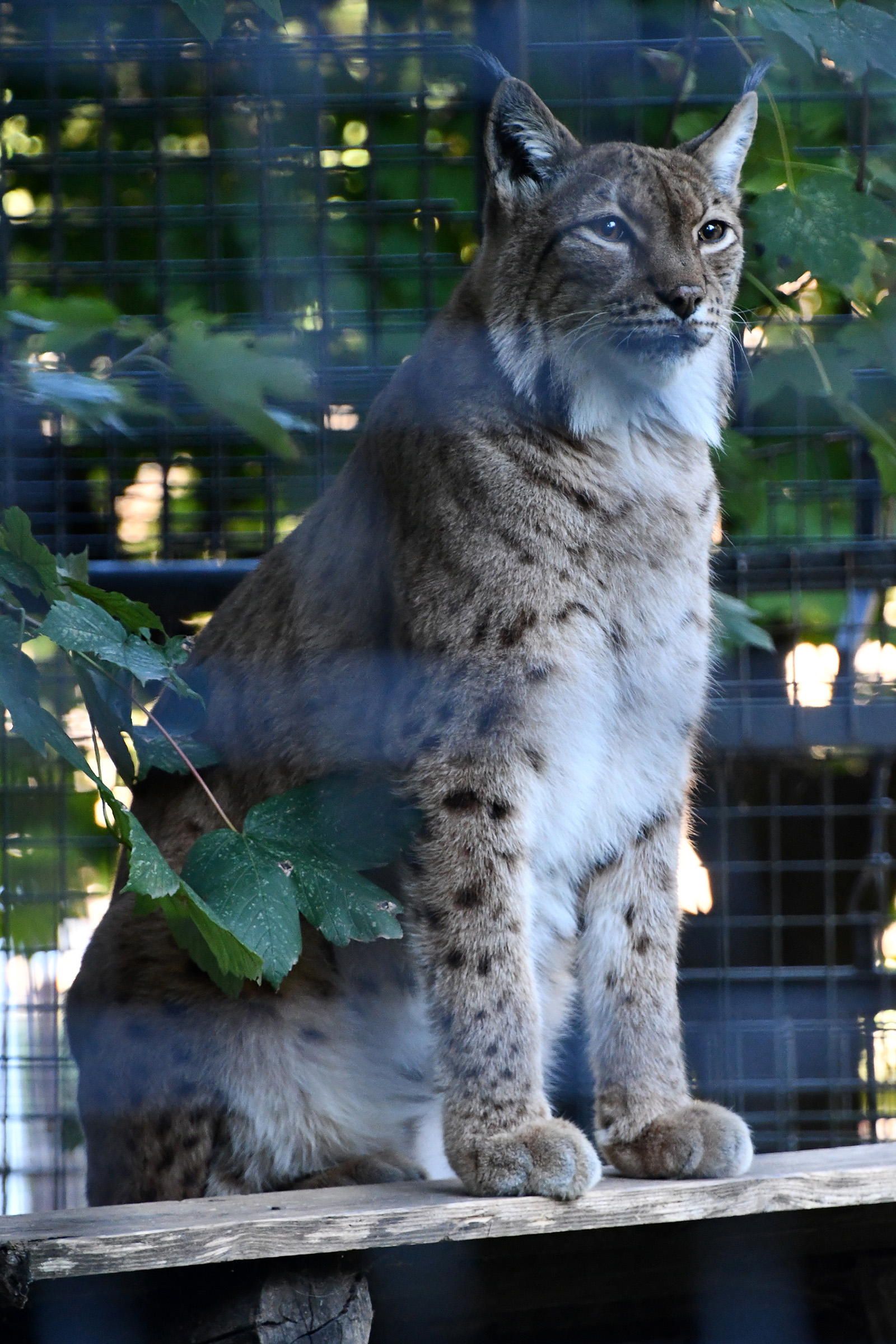
Lynx lynx carpathicus (Carpathian lynx)